# Rovato

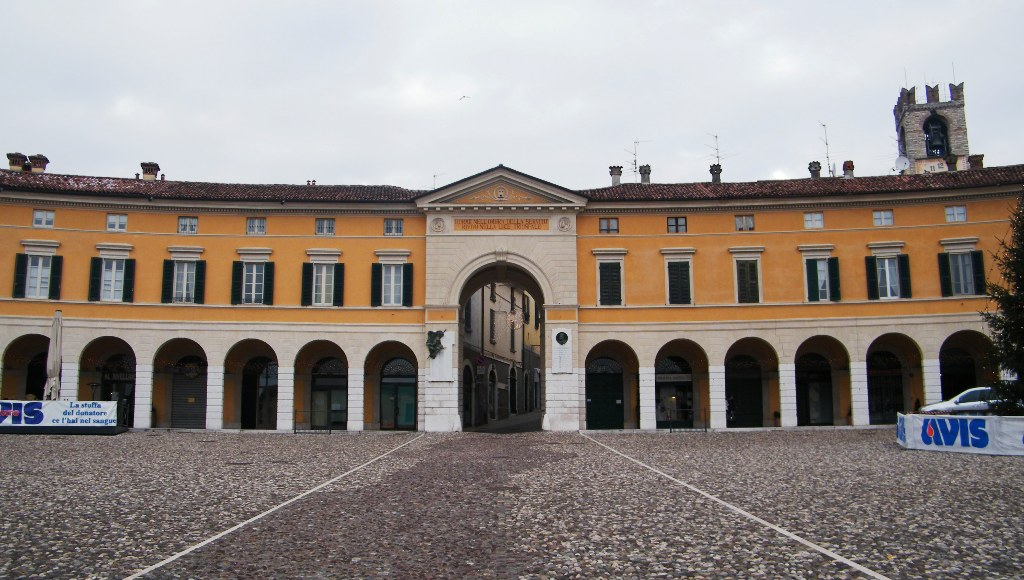
Piazza Cavour, Rovato

Rovato is een stad en gemeente in de Noord-Italiaanse provincie Brescia (Lombardije). De plaats ligt in de heuvelachtige streek Franciacorta. Opgravingen hebben uitgewezen dat de plaats al sinds 3000 v.Chr. bewoond moet zijn geweest. Gedurende de Romeinse tijd was Rovato een castrum en werden er versterkingen gebouwd op de nabijgelegen Monte Orfano.
Het hart van de stad is het Piazza Cavour dat tevens dienstdoet als marktplein. Rovato telt enkele kerken, een klooster en een kasteel. Het historische centrum van de plaats is goed bewaard gebleven.
De Monte Orfano ten westen van de stad is een belangrijk natuurgebied en geliefd wandelgebied. Op heldere dagen is vanaf de top het Iseomeer met het eiland Monte Isola zichtbaar evenals de Monte Rosa en de Apennijnen.

## Geboren
- Moretto da Brescia (ca. 1498-1554), kunstschilder
- Alex Caffi (1964), autocoureur